# Société occidentale
 (janvier 2024).

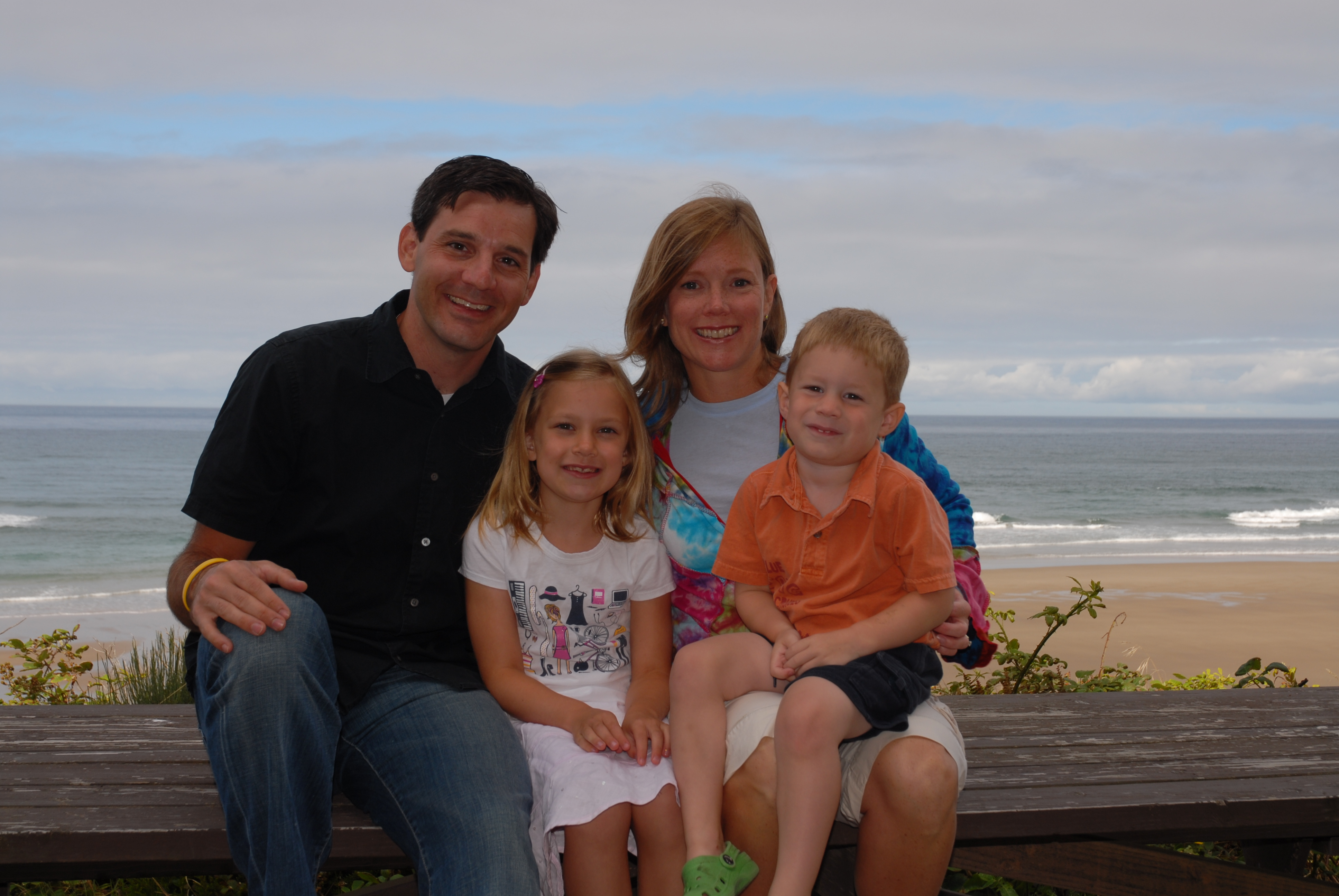
Une famille occidentale dans l'Oregon.

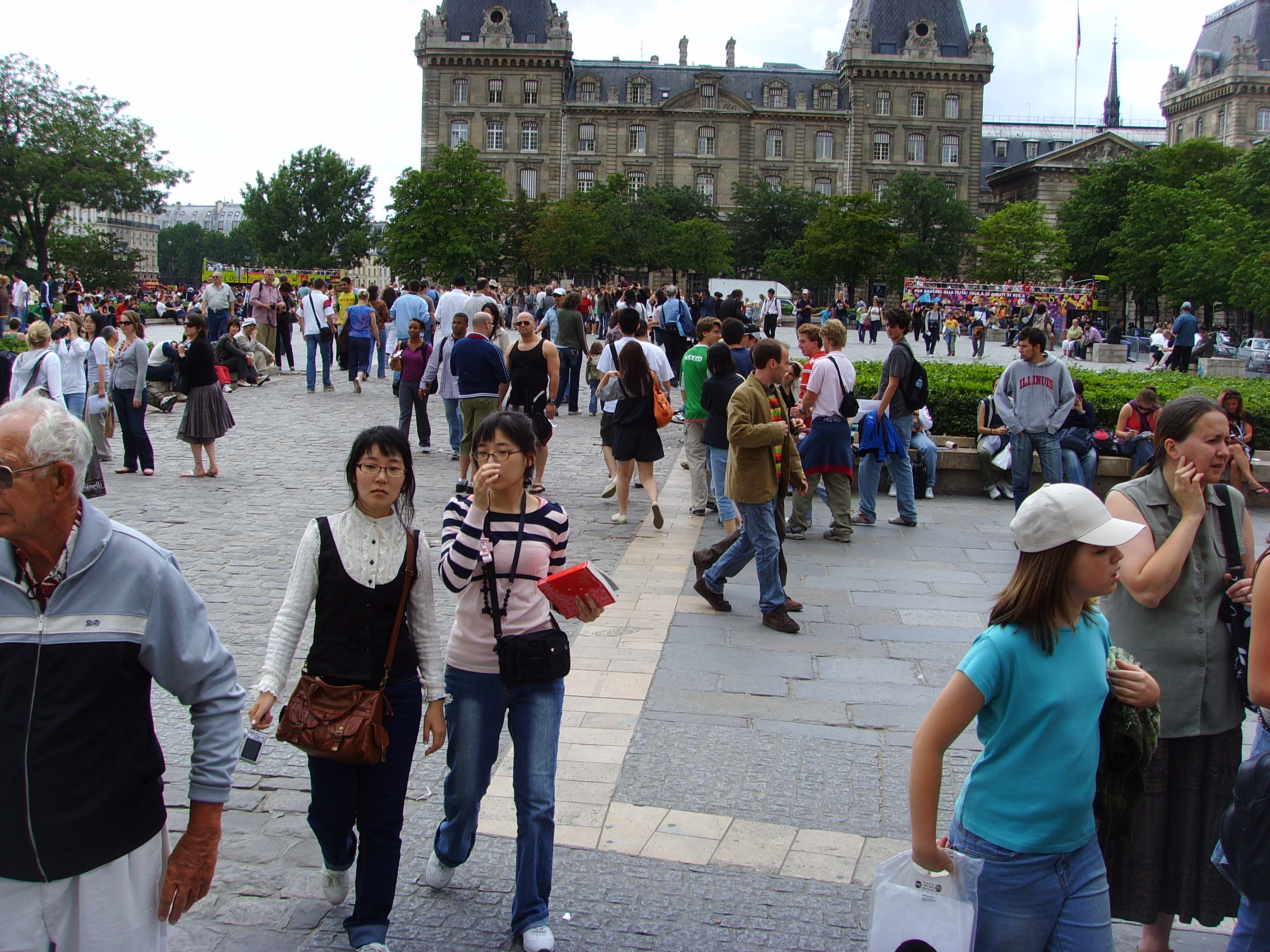
Le milieu humain de l'Occident, à Paris.

La société occidentale est le milieu humain qui résulte de l'Histoire, des institutions, des organisations, des normes, des lois, des mœurs, des coutumes et des valeurs propres à l'Occident. Entre les XVe et XXe siècles, la colonisation, puis l'impérialisme et l'hégémonie économique des pays occidentaux a permis la diffusion de plusieurs aspects du mode de vie occidental sur l'ensemble des continents, ce phénomène est appelé l'occidentalisation.
La société occidentale est construite sur les idées de la société gréco-romaine antique et du christianisme occidental (catholicisme et protestantisme), dont la synthèse est mise en valeur par les écrivains du siècle des Lumières au XVIIIe siècle. Ses valeurs fondamentales sont la liberté, l'égalité, la justice, le droit au bonheur et le progrès. La société occidentale se fonde sur les principes de l'individualisme, conception structurante dans laquelle la liberté individuelle est considérée comme un droit que les institutions doivent protéger. La liberté individuelle structure notamment le secteur économique à travers la liberté d'entreprendre et la protection de la propriété privée. 
Dans la vision occidentale, les institutions religieuses sont séparées des institutions politiques, ce principe est appelé laïcité ou sécularisme selon le pays concerné. Le pouvoir politique est entre les mains des individus, appelés citoyens, selon l'héritage de la démocratie athénienne, il est exercé dans le cadre de l'état de droit, selon l'héritage du droit romain. Les pratiques religieuses ou philosophiques font partie des libertés individuelles et l'État est le garant de la liberté des individus de croire ou de ne pas croire. D'une manière plus générale, la liberté de conscience qui englobe la liberté de religion est garantie par l'État et l'individu est libre d'exprimer ses opinions au sujet de toute idéologie religieuse, philosophique ou politique. Cette liberté est appelée liberté d'expression. 
L'organisation familiale occidentale repose sur le modèle de la famille nucléaire, directement héritière de la société gréco-romaine dans laquelle le couple monogame était à la base de la structure familiale. Selon les époques, ce couple monogame a pu être exclusivement hétérosexuel (période médiévale) ou à la fois homosexuel et hétérosexuel (Grèce antique et Rome antique, époque contemporaine). L'Occident draine des flux migratoires depuis l'époque romaine, ce phénomène s'est intensifié depuis les années 1960 entraînant une augmentation de la diversité culturelle. La place des minorités ethniques, raciales et sexuelles ainsi que le statut de l'homme et de la femme sont en évolution constante depuis le milieu du XXe siècle avec une tendance toujours plus égalitaire.

## Répartition géographique
Originaire de l'Europe de l'Ouest, la société occidentale a été répandue dans plusieurs continents par la colonisation, depuis le début du XVe siècle ; au début du XXIe siècle il existe de nombreuses sociétés qui ont emprunté des pièces de la société occidentale, tout en conservant de profondes différences, notamment en ce qui concerne la religion, les valeurs, les mœurs et la culture.
La société occidentale se retrouve dans les anciennes colonies en Amérique du Nord (les États-Unis, le Canada), l'Australie, la Nouvelle-Zélande, la plupart des pays de l'Amérique Latine et l'Afrique du Sud. Elle se retrouve également dans la région des Balkans mélangée avec les sociétés orthodoxes et islamiques, et influence la société japonaise.
Bien que la Russie a adopté la philosophie des lumières au XVIIIe siècle sous l'influence de Pierre le Grand, le caractère occidental de la culture de ce pays est controversé. La tendance slavophile est de considérer la culture soviétique comme un cas particulier pour des raisons historiques, tandis que la tendance occidentaliste estime qu'il n'y a pas de différence significative entre la culture russe et la culture occidentale. Les particularités historiques de la Russie sont son rôle de moteur de l'Église chrétienne orthodoxe, et le régime politique communiste depuis la révolution bolchévique en 1917 jusqu'à la chute de l'URSS en 1991.
L'Occident couvre donc l'Occident proprement dit (l'Europe, l'Amérique du Nord, l'Australasie) et influence l'Amérique latine, l'Afrique du Sud et le Japon.

### Colonisation

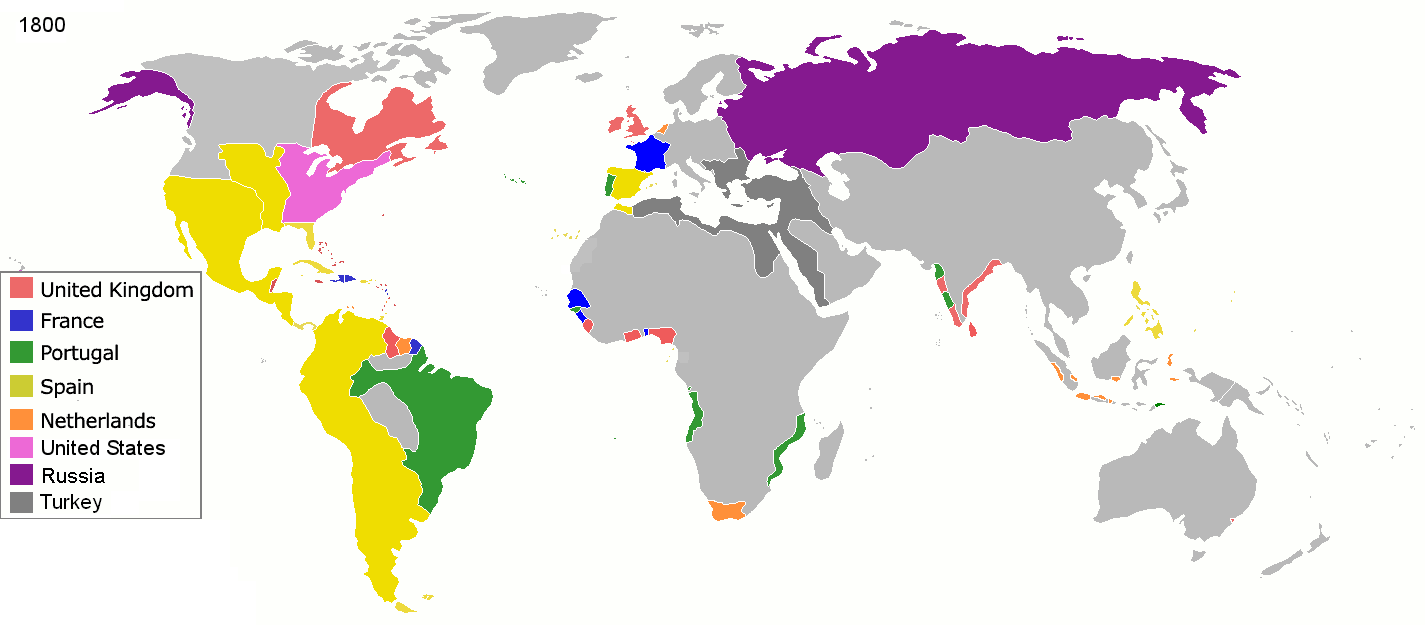
Territoires colonisés en 1800.

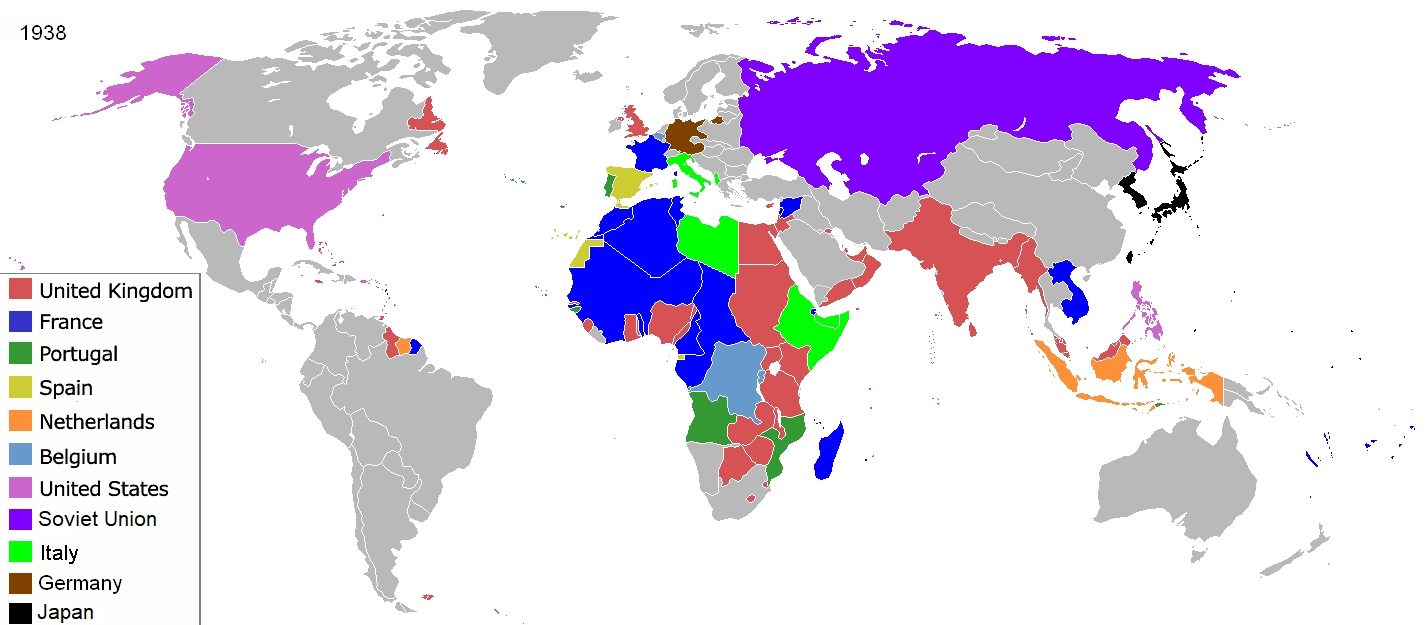
Territoires colonisés en 1938.

Entre le XIVe et le XXe siècle, l'Angleterre, l'Espagne, le Portugal, la France, la Belgique, les Pays-Bas, l'Italie et l'Allemagne ont colonisé diverses régions du monde, notamment en Amérique du Nord et du Sud, en Afrique, au Proche-Orient, en Asie, et en Océanie. Les colons sont arrivés sur le territoire, et ont recherché à dominer les populations autochtones, obtenir le contrôle politique, économique et culturel - souvent de force, de manière illégitime ou trompeuse. Les colons ont alors interdit les religions autochtones, ainsi que les usages et les langues et ont imposé les valeurs et les mœurs occidentales.
Les valeurs, la science, l'histoire, la géographie et la culture occidentale étaient utilisées par les colons comme base de comparaison pour prendre connaissance des populations des pays colonisés et de leur population. Ces valeurs, insinuées dans les écoles, les gouvernements et les médias sont devenues une manière dont les colonisés ont pris connaissance d'eux-mêmes. Et ces valeurs et cette façon de voir le monde, bien plus difficile à renverser qu'un gouvernement, ont subsisté après la décolonisation.
Dans certaines régions colonisées de l'anglosphère, notamment les États-Unis, le Canada, l'Australie, la Nouvelle-Zélande et l'Afrique du Sud, les descendants des colons, des immigrés et des esclaves se sont retrouvés en supériorité numérique sur les populations autochtones, qui ont alors été marginalisées. Dans ces sociétés où les colons ont apporté leur langue, leur culture et leurs lois, la population locale a ensuite développé ses propres structures économiques et politiques, et développé une identité fondée sur la coexistence de plusieurs cultures et le métissage. Puis cette identité a été à l'origine de l'obtention — parfois de force — de l'indépendance vis-à-vis du pays colonisateur,.
Les États-Unis sont une nation créée par l'obtention de force de l'indépendance d'une société coloniale, à la fin du XVIIIe siècle. Les sociétés coloniales d'Amérique du Sud ont obtenu l'indépendance au XIXe siècle, l'Australie en 1901 et le Canada en 1931. À la suite du processus de colonisation / indépendance, il existe 136 territoires colonisés en 1760, 86 en 1830, 167 en 1938, et 33 en 1995.
Au début du XXIe siècle la colonisation appartient au passé. Depuis la fin de la Seconde Guerre mondiale, les pays colonisateurs se sont centrés sur leurs activités intérieures de leur pays, plutôt que les activités extérieures dans les territoires colonisés. N'étant alors plus d'une importance capitale pour leur économie, de nombreux territoires colonisés ont été rendus à la population locale. Remis à leur sort, les anciennes colonies, souvent très pauvres, ont dû se constituer un gouvernement solide et fiable tout en luttant contre la corruption et l'instabilité. Plusieurs pays ont échoué dans cette mission, aboutissant à une guerre civile : Cambodge, Afghanistan, Nigeria, Congo, ou Birmanie.

## Fondations
La société occidentale est matérialiste et hédoniste - tournée sur le bonheur et le bien-être personnel. Ses fondations sont la sécularisation, le capitalisme, le marché libre et la modernité. La société occidentale met l'accent sur l'individualisme, le libéralisme économique, et marginalise l'impact de la religion sur l’État et la sphère publique.
Partir du passé pour aller vers le futur est une dynamique centrale de la société occidentale, et la liberté est considérée comme une chose à laquelle tout un chacun a droit[réf. souhaitée].
Les valeurs et les institutions politiques de la société occidentale du XXIe siècle sont héritées des idées lancées par des écrivains du XVIIIe siècle. Des écrivains qui ont promu une société démocratique, libérale, séculaire, rationnelle, équitable et humaniste dont les valeurs fondamentales sont la liberté, l'égalité, la justice, le bonheur et le progrès.
Libérale et rationaliste : dans le régime économique capitaliste, orienté sur la recherche de profits (accumulation de capital) et l'entreprise privée, qui existe en Europe de l'Ouest depuis le XIVe siècle, la doctrine du libéralisme affirme que la liberté dans l'exercice du capitalisme permet de le rendre plus efficace. Le rationalisme donne la souveraineté à la connaissance acquise par raisonnement, au profit des dogmes et des à priori. Selon les philosophes du XVIIIe siècle, « Dans une société rationnelle tout parait simple, coordonné, uniforme et équitable ; la société se fonde sur des règles simples et élémentaires puisées dans la raison et les lois naturelles ».
Humaniste et hédoniste : l'humanisme est un anthropocentrisme réfléchi qui met en valeur l'humain, et une vision du monde dans laquelle l'humain a la possibilité de se réaliser par les seules forces de la nature. Au XVIe siècle l'humanisme ouvre la voie à un renouvellement des modes de connaissance, une refonte de la pédagogie, et une critique libératrice des traditions et des institutions. L'hédonisme, quant à lui, est une doctrine qui met en valeur les loisirs et incite le citoyen au plaisirs. L'hédonisme met en valeur l’otium de l'Empire romain, cette période de temps privilégiée qu'avaient les riches Romains, où ils pouvaient pratiquer des activités de détente, de divertissement et de développement personnel. En particulier des jeux, des spectacles, des soins du corps, des repas et des fêtes.
Sécularisée et démocratique. La sécularisation est un processus de libération, dans lequel l'individu acquiert une certaine autonomie vis-à-vis de la religion, prend en main sa destinée, et obtient le droit de penser, de juger indépendamment du religieux. Une société sécularisée devient autonome sur le plan politique, moral et scientifique et élabore ses propres lois plutôt que d'être régie par des lois sacrées. Dans un régime politique démocratique l'État, porteur du pouvoir politique, est un instrument de médiation au service de la population. L'individu a une place centrale, et c'est à lui que revient la gestion de sa destinée individuelle et collective.
La structure de la société occidentale est marquée par la modernisation, qui implique industrialisation, urbanisation, usage accru des écoles et des médias, croissance économique, mobilité, transformations culturelles, développement politique et économique, mobilisation sociale, intégration et transformation des relations internationales. Cette structure a été façonnée par la réforme, les révolutions nationales, la révolution industrielle, et la guerre froide.

### Modernité

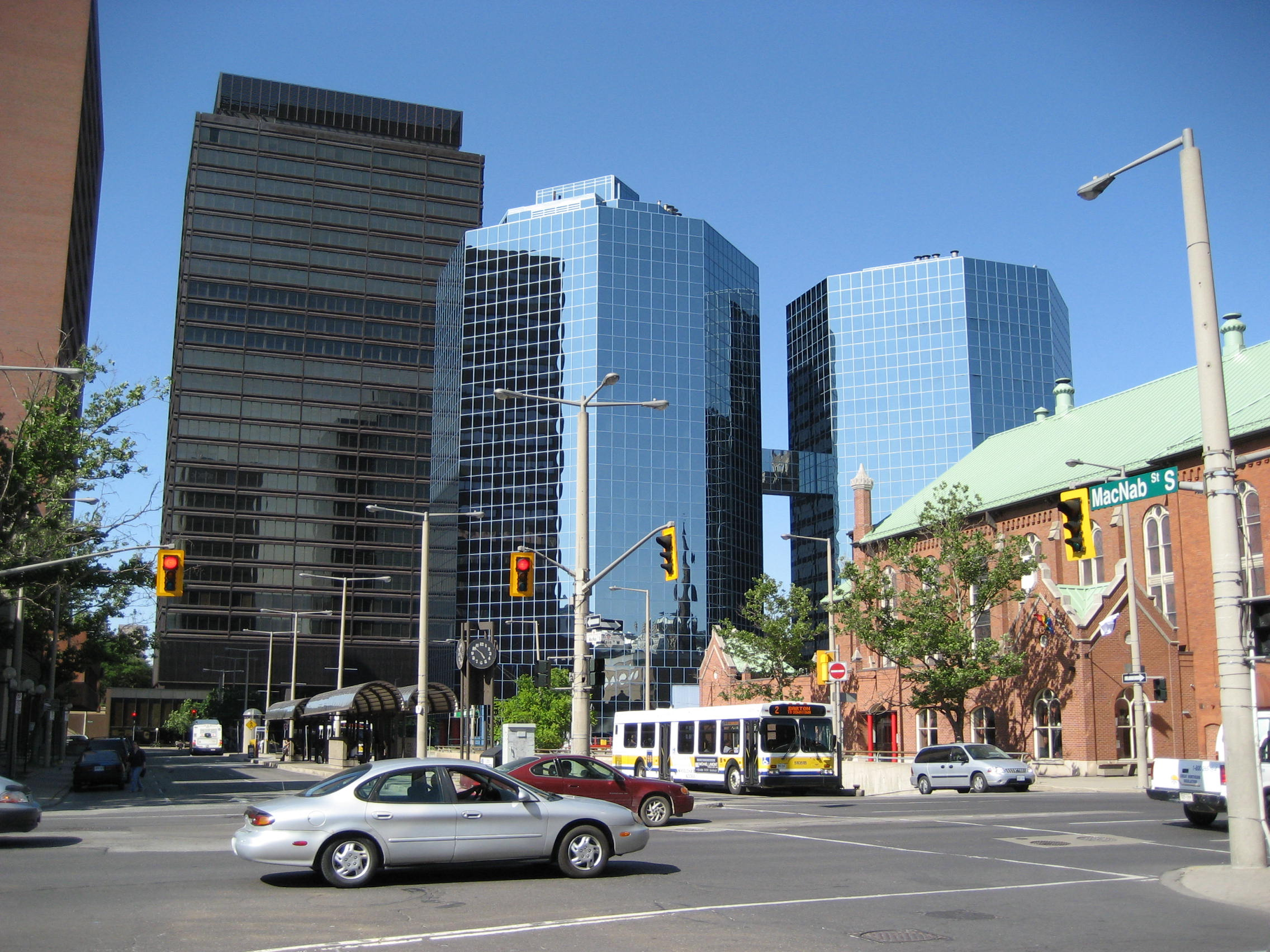
Construction moderne.

Dans la société occidentale, les projets sont une dynamique centrale de la société. La société est orientée sur le contrôle rationnel et déterministe de l'environnement naturel et social et chaque individu est un moteur de ce processus. Être moderne, c'est savoir que le destin de toute chose est de finir dépassée.
À la modernité est associée la notion du progrès : partir du passé pour aller vers le futur, dans un processus de constant changement. La modernité offre l'espoir du progrès, de la civilisation et de l'émancipation, et est indissociable de la nostalgie, du déracinement, de la fragmentation et de l'incertitude. Héritage du siècle des lumières, la responsabilité d'aller vers un futur meilleur va de pair avec la nature humaine considérée comme éternelle et absolue.
Certains produits culturels ou technologiques sont couramment qualifiés de moderne : films, avions, bâtiments. Ces objets, reconnus comme porteurs de modernité suggèrent que la modernité est plus un fait culturel qu'une période de l'histoire.
La modernisation est un pilier de la société occidentale. La révolution industrielle a non seulement formé mais accéléré la modernisation en étroite collaboration avec l'idéologie occidentale, les systèmes économiques, politiques et financiers. La globalisation de l'économie est marquée par une interdépendance technico-économique qui place l’information en tant que bien le plus précieux.
À l'aube du XXIe siècle, les valeurs du progrès n'ont jamais été si fortes, et la perspective du futur est un sujet qui passionne. En même temps des problèmes sociaux et économiques tels que surpopulation, épuisement des ressources naturelles et détérioration de l'environnement naturel apparaissent et ont tous pour origine l'avancée de la science et la technologie. L'humain, qu'il soit sage, cupide, ou violent, se retrouve aux commandes de machines qui accroissent ses capacités et permettent de façonner la nature selon ses attentes et à son image.
Apparus au milieu du XXe siècle, les ordinateurs ont profondément changé la société occidentale. Ces machines sont utilisées dans les entreprises, les milieux scientifiques, l'administration publique et de nombreuses familles. De nombreuses entreprises déclarent être devenues dépendantes de ces machines qui sont également utilisés dans les milieux scientifiques pour accélérer la recherche et le progrès.

### Liberté

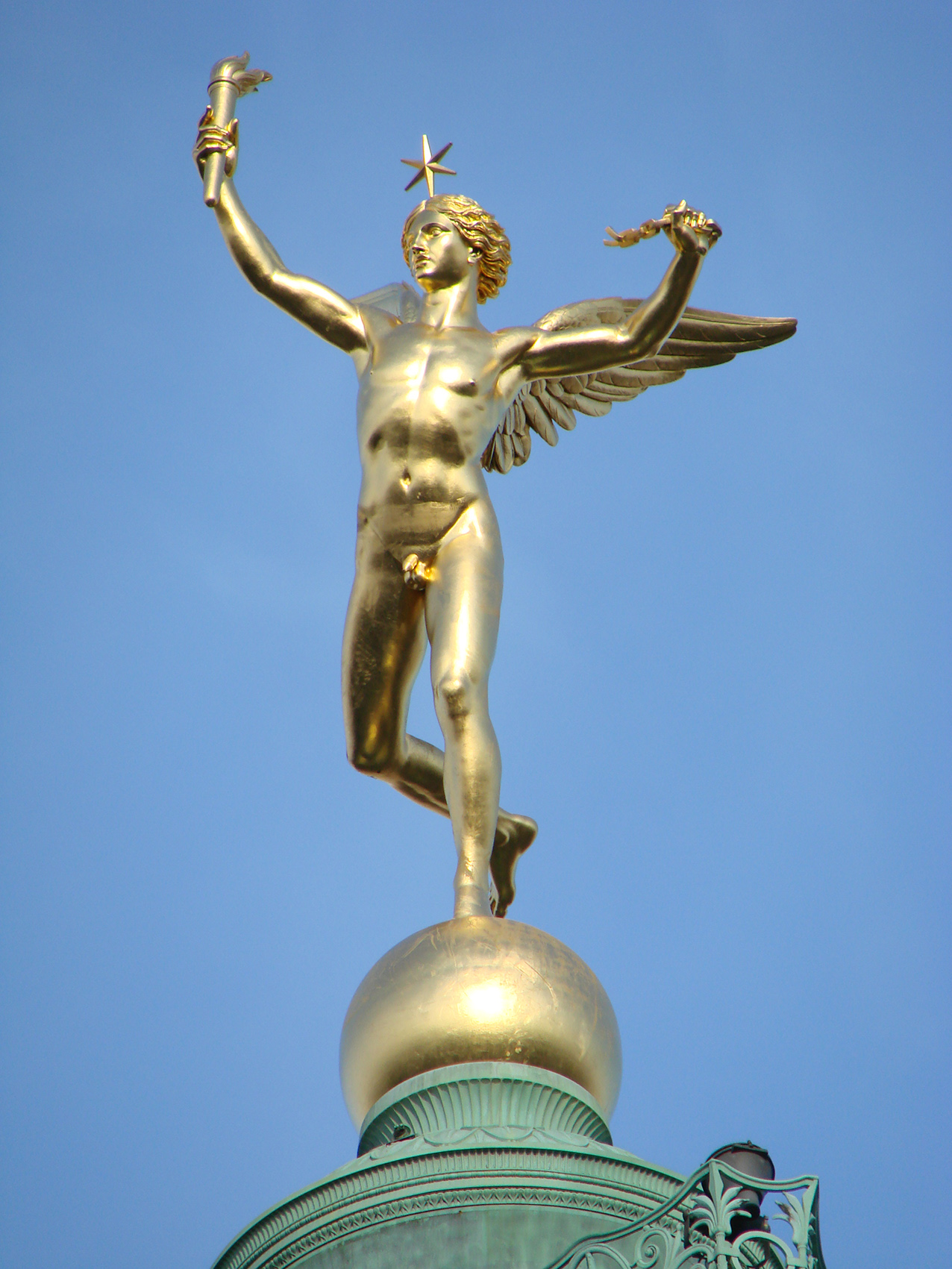
Le Génie de la Liberté d'Augustin Dumont couronnant la colonne de Juillet, sur la place de la Bastille à Paris.

La liberté est une valeur forte dans la culture occidentale, et le mot est utilisé comme slogan dans le discours politique et économique. Cette valeur se retrouvait déjà l'Occident ancien, au temps de la Grèce et de la Rome antiques. En Occident la liberté est considérée comme quelque chose de naturel, quelque chose que chaque être humain recherche, du simple fait qu'il est un humain. Comparativement, en dehors de l'Occident la liberté est une valeur loin d'être souhaitable, face à d'autres valeurs de bien plus grande importance telles que l'honneur, la gloire, la piété ou l'harmonie avec la nature, à tel point que le mot liberté n'existe pas dans certaines langues. 
Dans la société occidentale il existe une entente générale sur la valeur de la liberté, mais de nombreux désaccords concernant sa définition, qui s'articule autour des libertés personnelles, de la souveraineté et des droits civiques : 
- La liberté individuelle est que tout un chacun peut faire ce qu'il désire sans être gêné ou limité par autrui du moment qu'il reste dans les limites dans lesquelles il ne gêne pas autrui de faire de même.
- La souveraineté d'un peuple ou d'une nation est que le peuple peut faire ce que les membres veulent, sans tenir compte des volontés des autres peuples.
- Le droit civique est la liberté pour tout un chacun de participer à l'exercice de la vie politique de la nation. Le droit civique nécessite des institutions politiques adaptées, la plus courante étant la démocratie.

Les sociétés suisse, suédoise et américaine sont particulièrement attachées à ces trois facettes de la liberté.
De nombreux historiens citent la civilisation grecque comme étant à l'origine de certains aspects de la liberté, notamment la démocratie et la sécularisation des polis – les cités-Etats de Grèce antique. La liberté, notion d'origine grecque, était une valeur appréciée des Romains, qui l'ont répandue dans tout leur empire – en Europe de l'Ouest. Plusieurs siècles plus tard, au Moyen Âge, lors de la montée du christianisme, ce sont encore les Romains qui l'ont répandu, en remodelant la religion chrétienne de manière à en faire la seule religion du monde qui fait passer la liberté comme un point central de sa théologie.
La liberté a été érigée comme une valeur fondamentale au début du XVIIIe siècle, en réponse à l'esclavage. Les Occidentaux ont joué un rôle prépondérant dans la mise en valeur de la liberté. Le fait de faire passer la liberté comme un droit naturel pour chaque être humain a diabolisé l'esclavage, le faisant passer comme un fléau moral et économique de la société occidentale et le phénomène a disparu à partir de la fin du XVIIIe siècle.

### Économie
Dans les sociétés occidentales, le gouvernement contrôle les institutions militaires, légales, administratives, productives et culturelles, tandis que la société civile est composée de collectivités privées contrôlées par des volontaires et régulées par le marché libre : entreprises, collectivités, associations culturelles, religieuses et médias. La société civile dépend de l'économie, dont la vitalité permet la création de collectivités. La liberté d'association crée des liens entre les individus et évite l'aliénation et la désorganisation dans cette société propice à l'individualisation, la compétition et la solitude.
Plusieurs aspects du marché libre tels que le matérialisme, le consumérisme et la richesse sont devenus une quasi-religion dans les sociétés occidentales. D'une manière générale, la vitalité économique des pays d'Europe de l'Ouest était élevée et la croissance économique était forte entre 1950 et 1970, puis les pays ont connu chacun de leur côté un ralentissement de la croissance, voire une décroissance dès 1980 à la suite des chocs pétroliers. Le Danemark, la Norvège et le Royaume-Uni, qui possèdent leurs propres puits de pétrole, s'en sont mieux sortis. L'analyse du taux d'emploi des différents pays de l'Europe de l'Ouest révèle des disparités : en 1993, en Suisse 79 % de la population a un emploi, en Norvège 74 %, en Italie 52 % et en Espagne 46 %. Les régions à forte vitalité économique sont les alentours des villes de Hambourg, Bruxelles, Paris, Darmstadt, Vienne et Munich, et la vitalité est la plus faible au Portugal, en Grèce et dans le Sud de l'Espagne.
Un des signes de changement depuis 1945 est l'apparition de la société de consommation et le déplacement vers les milieux urbains. Le nombre de personnes travaillant dans l'agriculture a fortement diminué. L'industrie s'est développée ; en 1950 en Allemagne de l'Ouest 48 % des travailleurs sont dans l'industrie. Quelques années plus tard le secteur de l'industrie décline alors que se développe le marché des services.
Les changements sur le marché du travail ont permis aux personnes des basses classes sociales d'acquérir des biens autrefois uniquement propriétés de la classe moyenne : télévision, machine à laver, aspirateur, et stéréo. Les changements ont également amené une augmentation des salaires, et une diminution du temps de travail, ce qui a ouvert la voie au marché des loisirs. Les faits de culture populaire tels que la musique, le sport et les médias sont devenus objets de commerce, et se sont développés les concerts, les événements sportifs et le tourisme de masse. Le symbole le plus visible du changement de la société est l'automobile : avant la Seconde Guerre mondiale seules les personnes aisées en possédaient une ; le nombre de voitures en circulation en Europe est passé de 5 millions en 1948 à 45 millions en 1960.

### Démocratie

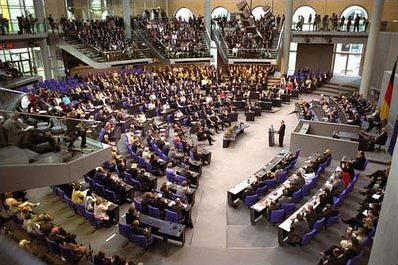
Une assemblée parlementaire : le Bundestag.

Les régimes politiques démocratiques d'Europe de l'Ouest sont fondés sur une compétition de partis politiques : des collectivités qui effectuent des actions politiques en vue de promouvoir leurs propres intérêts. Les partis recherchent à obtenir le soutien de la population leur permettant de recruter des membres pour l'assemblée nationale ; le collectif qui exerce le pouvoir en commun avec d'autres institutions.
Tous les pays d'Europe de l'Ouest font appel à des partis politiques comme intermédiaires entre le peuple et le gouvernement. Les personnalités recrutées par les partis, responsables des décisions politiques nationales, ont un impact majeur sur la société. Même des petits pays comme la Suisse passent par des intermédiaires. Le régime politique de ce pays permet aux habitants de prendre des décisions politiques sans passer par les partis, cependant une telle procédure est trop lourde pour être utilisée pour la totalité des décisions gouvernementales.
Dans la politique de masse de l'Europe de l'Ouest, les partis politiques sont mis en concurrence par les avis secrets de chaque votant au suffrage universel. Les divergences d'opinion sont exprimées par les votes et sont à l'origine de l'organisation politique de la nation. Il existe des divergences entre les propriétaires du capital (entrepreneurs, patrons) et les ouvriers, les institutions religieuses et judiciaires - tous auteurs de normes sociales, les acteurs des secteurs primaire et secondaire - localisées en régions citadine et campagne, et la culture dominante et les minorités (ethniques, linguistiques ou religieuses). Le développement d'une société industrielle à l'intérieur d'une société rurale peut également créer des divergences d'opinion dans la population, qui se reflètent dans les résultats des votes démocratiques.

## Religion

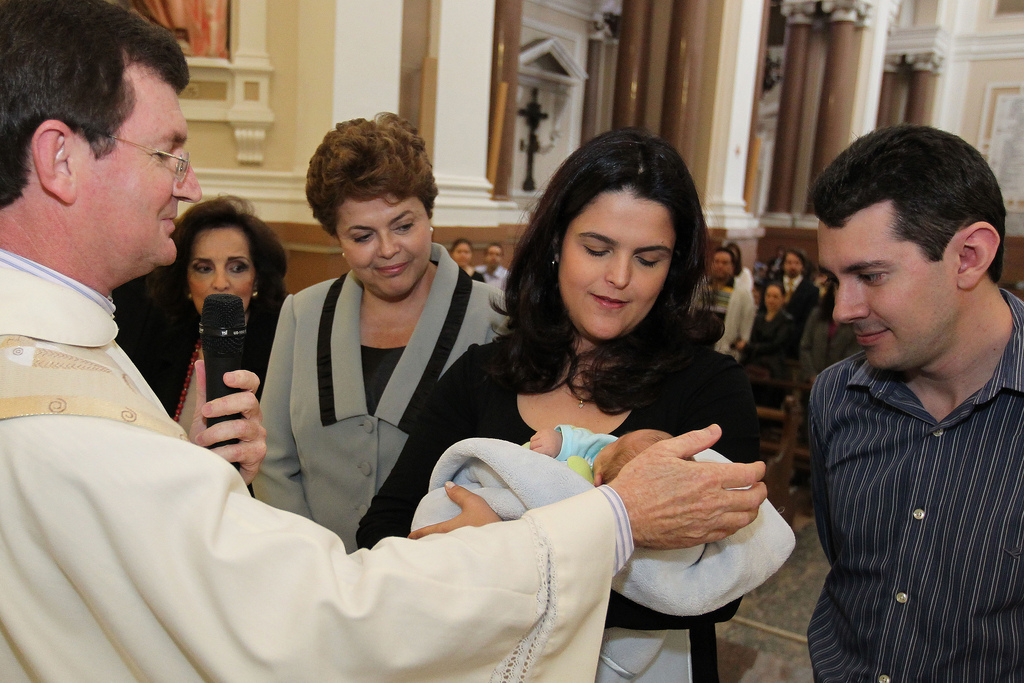
Rites de passage : le baptême.

Le christianisme est une composante importante de la société occidentale. Les idées apportées par la religion chrétienne sont la vie après la mort, Dieu, le diable, le paradis, l'enfer et le péché. Dans la société occidentale, les sujets dans lesquels l'apport de l'Église est reconnu et accepté ou critiqué selon les avis sont relatifs à l'éthique et à la société : la vie sexuelle, l'avortement, l'euthanasie, la pauvreté, la guerre, l'environnement, le chômage et la discrimination raciale.
En plus des activités de culte et des fêtes, les institutions religieuses chrétiennes célèbrent des rites de passage lors de la naissance, le mariage, ou la mort. Selon le European Value Survey, la majorité des Occidentaux estiment que les rites de passage sont importants, tout particulièrement les rituels de mariage et de décès. Pour certaines personnes, l'activité religieuse consiste uniquement à participer aux rites de passage et aux fêtes religieuses.
À la suite de la réforme protestante et à la philosophie des lumières, la religion n'occupe plus une place centrale telle que celle qu'elle occupait par le passé ou celle qu'elle occupe dans la société islamique.
La fréquentation des églises et des lieux et culte a fortement baissé entre 1960 et 1970. Trente ans plus tard, alors que le nombre de pratiquants catholiques et protestants continue de baisser, certaines communautés religieuses fondamentalistes, relevant du protestantisme, se sont développées, notamment aux États-Unis.
Selon le European Value Survey de 1990 - sondage concernant les valeurs culturelles en occident - la religiosité est plus forte dans les pays du Sud de l'Europe, d'obédience catholique - Espagne, Portugal et Italie - où 40 % des sondés se rendent régulièrement à l'église. Le sondage fait état d'une religiosité plus faible dans les pays du Nord, d'obédience luthérienne - Norvège, Suède et Danemark - ainsi qu'en France, ou 30 à 80 % des sondés ne se rendent que rarement à l'église. Il fait état d'une religiosité moyenne dans les pays d'obédience protestante d'Europe de l'Ouest, et une religiosité plus forte en Amérique du Nord (États-Unis et Canada), également d'obédience protestante, excepté pour le Québec - majoritairement et culturellement catholique, où la religiosité est tout aussi en baisse que les pays du nord de l’Europe. Toujours selon ce sondage, la religiosité est plus forte chez les individus nés avant 1940, est plus faible chez celles et ceux qui sont nés après 1955, c'est-à-dire qui n'étaient pas encore adultes lors de la libéralisation des mœurs de 1968.

## Hommes, femmes et enfants
Dans la société occidentale, l'homme est perçu comme quelqu'un de compétitif, qui fait preuve d'autonomie et d'assurance. Dans cette société, être « masculin » c'est d'être fort, indépendant, dominant, jouer un rôle de leader et cacher ses émotions. La femme est perçue comme nourricière, émotive, passive, fragile, attirante et harmonieuse. Dans cette société être « féminine » c'est d'être soucieuse de son apparence et des relations avec autrui. Ces définitions sont insufflées dès l'enfance par les jouets et la publicité,.
Dans la société occidentale, le choix de l'habillement est une technique pour décliner son identité - son genre et son statut social. Les habits de la femme améliorent son apparence, tandis que les habits pour hommes sont avant tout fonctionnels. Les représentations des hommes, et surtout des femmes, dans les objets de consommation tels que les médias, les jouets et la publicité influencent la société.
Dans la société occidentale le corps est considéré comme un objet sous le contrôle de l'intelligence humaine. Être en surpoids, pas propre ou mal habillé est considéré comme un manque de contrôle de son corps et d'auto-discipline. Le discours médiatique concernant le corps parle de « bonne présentation », « jeune » et « sexy » et de comment atteindre un « idéal » de beauté en contrôlant son corps avec son intelligence. Les femmes sont particulièrement concernées, et la volonté de se présenter dans un corps attirant est fortement associé à la féminité. Au XXIe siècle, il existe une industrie de l'amélioration corporelle : piercing, cosmétique, chirurgie esthétique ou obésité sont des sujets omniprésents dans les médias.
Dans la publicité de Wonderbra de 1950, une femme porte un habit noir fortement décolleté, qui laisse entrevoir le haut de ses seins. Il est écrit dessus « je ne sais pas cuisiner, et alors ? » Cette publicité suggère que plutôt que d'être la mère qui nourrit et prend soin, la femme du XXIe siècle possède un corps sexué, voluptueux, plus important que certaines aptitudes et connaissances qu'elle pourrait avoir et que ceci est la clé de son identité féminine.
Dans les relations homme-femme, l'accent est mis sur le couple : une relation durable entre un homme et une femme. Le sentiment amoureux est généralement le point de départ d'une telle relation et le mariage est une déclaration publique et une reconnaissance sociétale d'une telle relation. Les mœurs ont évolué depuis 1960, et des vents de révolte populaire ont introduit une rupture dans les usages rigides hérités du XIXe siècle.

### Dans les médias et les jouets

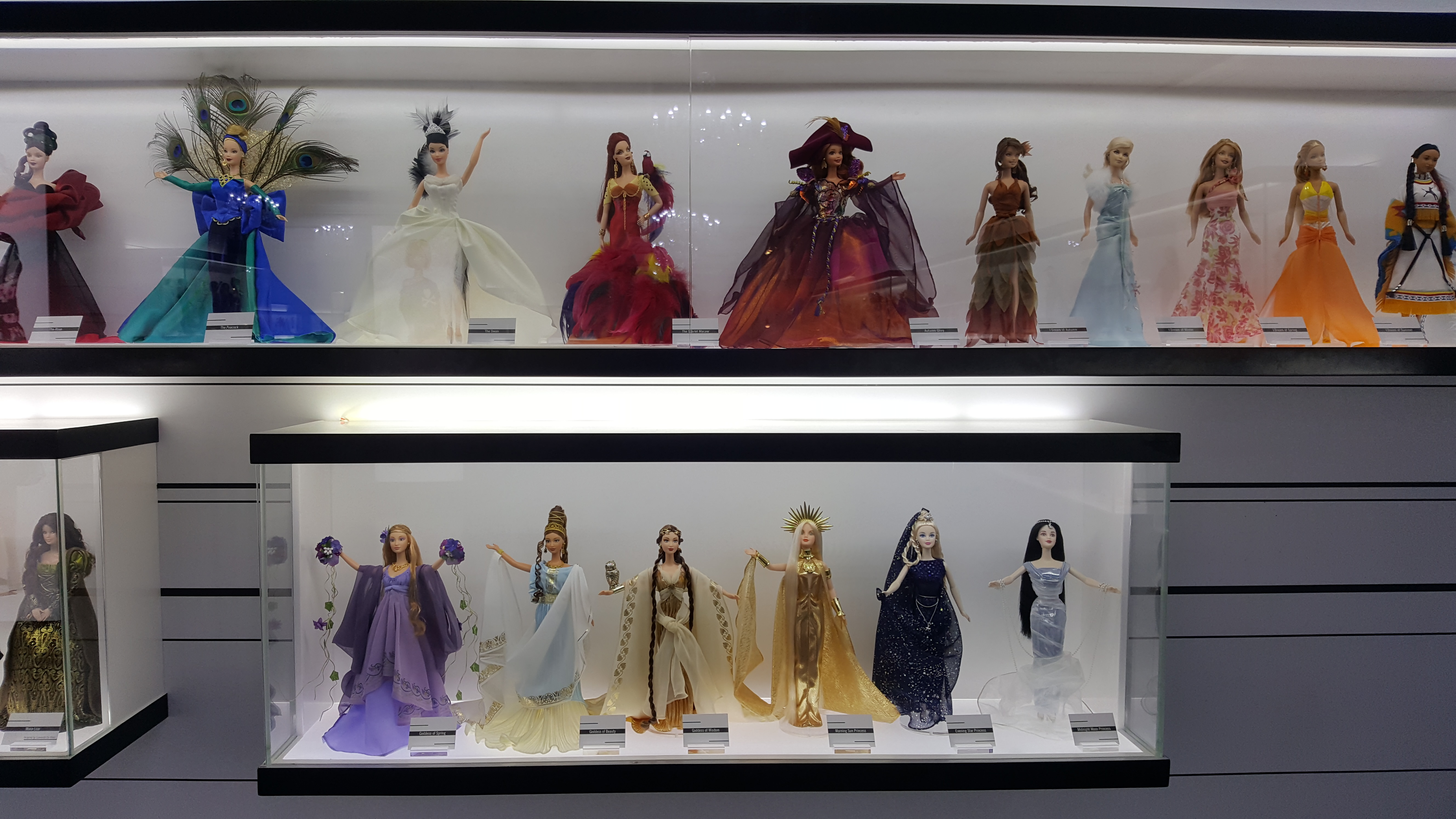
Poupées Barbie de collection à série limitée.

Les corps humains sont souvent utilisés pour décorer les magazines occidentaux. Les magazines féminins contiennent une grande quantité de photos de femmes jeunes, minces, bronzées, aux longues jambes et à la poitrine généreuse. Ces images sont intériorisées par la société et deviennent un standard de référence à partir duquel les femmes jugent leur propre corps - ainsi qu'un idéal de féminité, souvent impossible à atteindre. la pression culturelle en rapport avec la beauté corporelle est particulièrement forte, dans les milieux où le corps est important : danse de ballet, mannequins, athlètes, membres des clubs de fitness et gays.
L'examen des magazines pour hommes ou femmes révèle que 94 % des couvertures de magazines féminins comportent une belle femme en couverture, que 28 % des magazines masculins comportent une belle femme et que 3 % des magazines masculins comportent un bel homme.
L'examen du contenu révèle que les magazines féminins sont davantage consacrés à la décoration corporelle, la mode, la beauté et le bien-être que les magazines masculins, ce qui est déclaré en toute franchise dans la page de couverture. Contrairement aux autres photos, les portraits des femmes de magazines masculins sont souvent peu vêtues, en bikini, en sous-vêtements voire nues (15 % des cas). L'interview des femmes photographiées dans les magazines révèlent la nature coopérative du travail du modèle et du photographe, où les modèles travaillent elles-mêmes à l'amélioration de leur apparence en vue de s'approcher de l'idéal de beauté propre à la société occidentale.
Les jouets pour enfants reflètent les stéréotypes de la société occidentale, notamment la poupée Barbie, que possèdent 90 % des filles âgées entre 3 et 10 ans, avec son corps aux proportions irréalistes, ainsi que les jouets de garçons qui sont souvent des figurines de héros d'aventures tels que GI Joe ou Luke Skywalker. Des études ont démontré que les représentations d'hommes sont de plus en plus musclées et les figures contemporaines des années 2000 ont une quantité de muscles supérieure à celle de n'importe quel être humain.
L'examen des stéréotypes masculins / féminins dans les jeux vidéo des années 2000 révèle 50 % de jeux où la femme a un rôle de supportrice ou de spectatrice, et 50 % de jeux ou l'homme a un rôle de concurrent. Les hommes sont plus souvent impliqués dans des scènes de violence. Le rôle des femmes est le plus souvent de l'aide et du soutien, et les femmes crient plus souvent.
La représentation des corps humains dans les jeux vidéo est caractérisée par une hypersexualisation des divas aux formes irréalistes telles que Lara Croft dans Tomb Raider, Lybia dans State of Emergency ou Tina dans Dead or Alive Xtreme Beach Volleyball. Les femmes sont représentées avec des seins surdimensionnés, une taille anormalement étroite, elles sont représentées peu vêtues, souvent en tops ou en habits de bain qui laissent entrevoir le contour de leurs seins voluptueux. Les hommes sont souvent représentés extrêmement musclés avec des épaules extrêmement larges et peu vêtus. C'est le cas des jeux Def Jam Vendetta ou Tao Feng: Fist of the Lotus.
Depuis 1990, la publicité tout-public joue avec l'attirance sexuelle. Des acteurs – hommes ou femmes – plus ou moins dévêtus, parfois en sous-vêtements, adoptent des postures suggestives dans des publicités pour des parfums, des automobiles, des desserts ou des habits. Des images qui vingt ans auparavant auraient été rejetées par la société parce que jugées trop explicites, exploiteuses et sexistes.

### Habillement et nudité

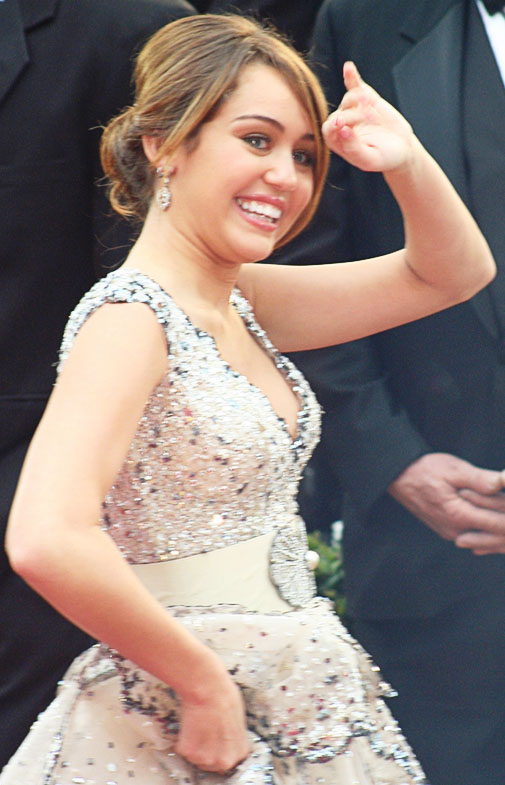
Influence des vedettes.

Dans la société occidentale, le choix de l'habillement est une technique pour décliner son identité - son genre et son statut social. La beauté corporelle est enseignée comme une valeur fondamentale pour les filles, alors qu'on apprend aux garçons à être forts, courageux, autonomes et combatifs. On apprend aux filles que la beauté dépendra de la minceur et du caractère « sexy » de leurs habits. Dans cette société, fragilité, passivité, docilité, sensualité, coquetterie et séduction sont considérés comme des traits de caractère de la femme, et la mode met en avant la sensualité et la séduction.
Les habits des hommes sont caractérisés par une facilité de mouvements : ils sont conçus pour être avant tout fonctionnels, comportent des poches, sont relativement amples et conçus pour permettre de se déplacer facilement,,. Les habits pour femme visent la séduction et la retenue et sont conçus de manière à attirer l'attention sur leur corps et les rendre plus attractives : ils sont moulants, collants, révèlent les formes du corps; les souliers sont conçus pour affiner les jambes au détriment de la mobilité,,.
Dans les codes de la mode occidentale, la virilité est signalée par la cravate, le pantalon, des matières rugueuses et solides, des couleurs sombres et des habits amples. La féminité est signalée par les jupes, les décolletés, des habits serrés - en particulier à la taille, des habits brillants ou transparents et des hauts talons et des couleurs claires. L'immaturité des enfants est signalée par l'absence de formes de découpes lâches, des couleurs vives, des dessins de bande dessinée et des souliers plats.
La minceur est un critère de beauté et l'habillement s'accompagne d'améliorations de l'apparence, de moulage du corps et entretien de la forme et de la jeunesse,. Le travail du corps nécessaire pour devenir un modèle de beauté inclus régime, activité physique et cosmétique et est reconnu comme un signe d'engagement et d'auto-discipline. La définition culturelle de l'idéal de la féminité est influencée par les célébrités : héros, héritiers, pop stars, mannequins et acteurs de télévision. Dans cette société axée sur l'économie et le progrès, les modes font évoluer continuellement les habitudes vestimentaires et font fonctionner l'économie. La mode est un jeu de révélation / dissimulation du corps à travers les habits et les habitudes vestimentaires sont alors le fruit de l'expression artistique, en perpétuel renouvellement, et leur obsolescence est préméditée.
Au début du XVIIIe siècle, les habits des hommes et des femmes étaient exubérants. Boucles d'oreilles, poudres parfumées, cosmétique, habits de soie et de dentelles étaient portés par les hommes comme par les femmes. Les habits des hommes mettaient en avant la carrure des épaules et étaient parfois munis d'une braguette - rabat de toile brodée et saillante à la hauteur du pénis. Les habits des femmes mettaient en avant les seins et le bassin avec des décolletés profonds, robes larges et corsets.
C'est dès 1770 que l'habit masculin devient résolument sombre et terne. Marqué par l'éthique du travail : dépourvu de l'élégance de ce qui symbolisait l'opulence, les loisirs, les affaires amoureuses de l'aristocratie décadente. Le costume masculin devient alors un simple trois pièces veste-culotte et pourpoint, précurseur du complet-veston contemporain, porté sans bijoux ni cosmétique, et imposant à l'homme « sérieux, actif et fort » de renoncer à la parure et à la coquetterie. Celle-ci était alors le seul fait des femmes, qui devenaient la vitrine du statut social de leur mari. Les différences d'habillement, très marquées à cette époque, se sont par la suite estompées, avec l'apparition du tailleur - un complet pour femme qui travaille, le jeans et les chemises pour femme, les gilets et les chaussures colorées de la mode teddy boys pour homme.
Le fait d'être partiellement ou totalement déshabillé n'est pas uniformément toléré entre toutes les sociétés occidentales. Dans la Grèce antique, les hommes pratiquaient la gymnastique nus. Au XVIe siècle, le puritanisme prescrivait de s'habiller de la tête aux pieds, y compris pendant la copulation. Au XXIe siècle, le fait d'exposer les seins lors des bains de soleil est toléré dans diverses régions de l'Occident. Dans certaines régions des États-Unis, le fait de montrer les seins en public est puni par la loi, y compris quand c'est pour allaiter, et le fait de montrer le mamelon est illégal. En Europe du Nord, la sauna se pratique ordinairement nu et le fait de se baigner nu dans un lac ou une rivière est considéré comme normal. Le nudisme et la baignade nue sont courants en Croatie, en France et au Royaume-Uni. Le nu est un sujet classique dans les arts, et il est toléré de poser nu pour des photos ou des peintures,.
Dans la société occidentale, les seins sont symboles de beauté et de féminité. Si le sillon entre les seins est mis en avant et admiré, le fait de montrer le mamelon est illégal et indécent. En 2004, Janet Jackson avait provoqué un scandale en montrant un téton lors d'un concert diffusé à la télévision. Depuis le XVIe siècle, le corset - initialement destiné à cacher les seins, les mettait en évidence ; accompagné d'une robe largement décolletée, il les faisait bomber, et rendant visible le sillon qui les sépare. Ce style d'habillement occidental s'exporte vers d'autres cultures par l'intermédiaire de la presse et la télévision. Au Nigeria, ce style est à la fois à la mode, et jugé indécent par la population locale.

### Relations familiales

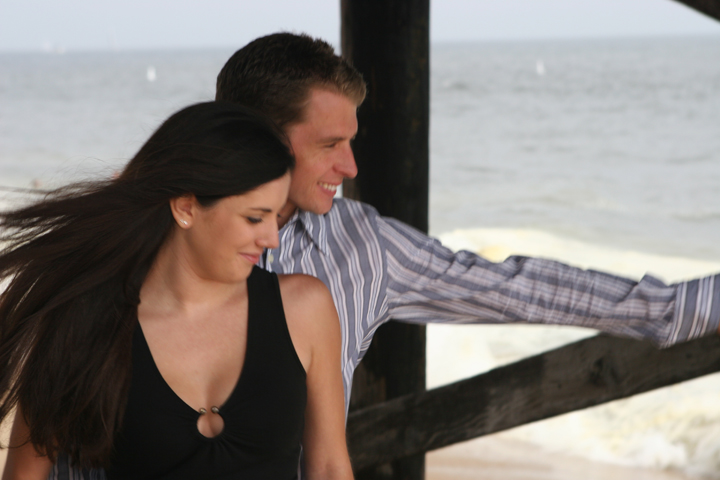
Le mariage : reconnaissance de la relation de couple.

Dans la société occidentale, l'accent est mis sur le couple : une relation durable, reconnue par la société, qui implique généralement amour, amitié, cohabitation, loisirs en commun, communication, et épanouissement sexuel, dans une relation exclusive et monogame - un rapport sexuel en dehors du couple étant un motif de rupture de la relation,,.
Le sentiment amoureux est généralement le point de départ d'une telle relation, et l'avis de la famille et des proches ne pèse pas lourd dans la décision des partenaires d'établir une telle relation. Le mariage est une déclaration publique et une reconnaissance sociétale d'une telle relation. Le mariage joue un rôle normatif, et permet de protéger légalement la durabilité de la relation nécessaire à l'éducation des enfants nés de cette union,,.
À la suite de l'évolution de la société durant le XXe siècle, le mariage a lieu de plus en plus tard dans la vie, tandis que la relation de couple a lieu de plus en plus tôt. Le parcours de vie occidental est souvent une suite de relations de couple plus ou moins durables, et la décision de mariage est prise juste après la conception du premier enfant. Les lois de certains pays d'occident autorisent et reconnaissent une relation de couple entre deux personnes du même sexe,,.
Anciennement, l'amour a toujours été pris en considération, mais la décision de mariage était prise par les parents, avant tout sur la base de critères économiques, politiques et de prestige. Considérant que si l'amour apparaît ensuite entre les époux, il va généralement augmenter avec le temps qui passe.
Dans la plupart des cultures, les enfants entrent immédiatement dans le marché du travail, aux côtés de leurs parents, contribuant alors à la situation économique et le confort de la famille. La société occidentale rejette le travail des enfants, et considère l'enfance comme une période de liberté vis-à-vis des responsabilités des adultes. Les jeunes adultes sont alors encouragés à trouver eux-mêmes leur orientation sur le marché du travail, les parents font des suggestions, et la décision finale appartient à l'intéressé devenu adulte.
À la suite de la sécularisation, et de l'adoption des principes de choix individuel, la pression sociale dans la société occidentale - notamment celle de la religion - a diminué, les lois ont été dans le sens de promouvoir la liberté, et des mœurs jusqu'alors interdits, ont été rendus légaux. Ces mœurs ont été autorisées sans pour autant être admises et adoptées par l'ensemble de la société. En particulier, la société occidentale a connu un vent de protestations et de mouvements populaires dans les années 1960, en rapport avec les mœurs sexuelles, l'enseignement et l'égalité homme-femme. Ces protestations ont introduit une cassure dans le code moral et les usages rigides hérités du XIXe siècle.
Le mouvement qui a démarré au milieu des années 1960 en occident, consiste à dissocier la sexualité de la procréation et du mariage, en revendiquant une sexualité libérée du cadre institutionnel du mariage. Les progrès de la médecine ont également permis la sexualité sans enfants et les enfants sans sexualité. Une fois les trois sujets dissociés, la sexualité n'a alors plus pour finalité que la recherche de plaisir individuel. Les limites fixées par les normes sociales et les institutions ne visent alors plus qu'à respecter les consciences individuelles, promouvoir la tolérance et l'autonomie et condamner la violence. Selon le pape Jean-Paul II, cette révolution trouve son origine dans une réponse à la morale chrétienne rigoriste, qui réduit la sexualité à sa simple fonction biologique, se méfie du plaisir, et « excuse » l'acte sexuel quand il est accompli dans un but de procréation.
Dans la deuxième partie du XXe siècle on a assisté à une modification du statut de la famille traditionnelle : l'activité sexuelle avant ou hors mariage a augmenté, de même que le nombre de divorces. Entre 1960 et 1980, la contraception des personnes non mariées, l'avortement, l'homosexualité entre adultes consentants ont été autorisés. Les lois relatives au divorce et à la censure dans les ouvrages écrits ont également été relaxées. Les femmes, les lesbiennes et les gays ont demandé à être reconnus par les lois nationales. L'éducation sexuelle fait partie des programmes scolaires, l'homosexualité n'est plus punie par la loi. La contraception a permis aux gens plus de liberté dans leur comportement sexuel, les protégeant des maladies sexuellement transmissibles et des grossesses non désirées, rendant ainsi obsolètes les contraintes anciennes d'abstinence et de virginité. Le marché du cinéma, du livre et des jeux s'est intéressé à ces sujets qui étaient jusqu'alors tabous.
À la fin des années 1960, les femmes ont commencé à faire valoir leurs droits. Le mouvement féministe, ou mouvement de libération de la femme, a protesté que l'acquisition de l'égalité des droits politiques et juridiques n'avait pas abouti : « Nous sommes économiquement oppressées, nous travaillons plein temps pour un demi salaire, nous sommes exploitées par la publicité, la presse et la télévision, légalement nous n'avons que le statut des enfants ». Le mouvement féministe a également obtenu que les femmes aient un contrôle sur leur propre corps, en autorisant l'avortement et la contraception.

## Histoire
Apparue il y a 3 200 ans la société de la Grèce antique est l'ancêtre de la société occidentale. Cette société d'abord aristocratique, puis démocratique, sécularisée et plutôt individualiste s'est diluée il y a environ 2 000 ans dans la civilisation romaine, lors de la conquête de l’Europe par les Romains qui ont adopté et diffusé ses fondements en Occident. La christianisation de l'empire romain d'Occident conduit progressivement à une relativisation de la civilisation occidentale antique au profit de valeurs venues d'Orient.
Après plus de 1 000 ans de la société féodale, théocratique et patriarcale du Moyen Âge, la société occidentale a connu un retour aux sources, à savoir les écrits antiques des Grecs et des Romains. Des auteurs, par l'intermédiaire de leurs ouvrages, ont discrédité la société du Moyen Âge et mis en avant une société moderne, humaniste, démocratique et séculaire.
Cette nouvelle philosophie des lumières, ainsi que la réforme[Laquelle ?] de l'Église chrétienne ont contribué à transformer la société du XVIIIe siècle, parfois à travers révoltes et révolution, comme cela a été le cas aux États-Unis et en France.
Puis, les deux guerres mondiales, la guerre froide et la libération des mœurs ont transformé la société durant le XXe siècle.

### Grèce antique

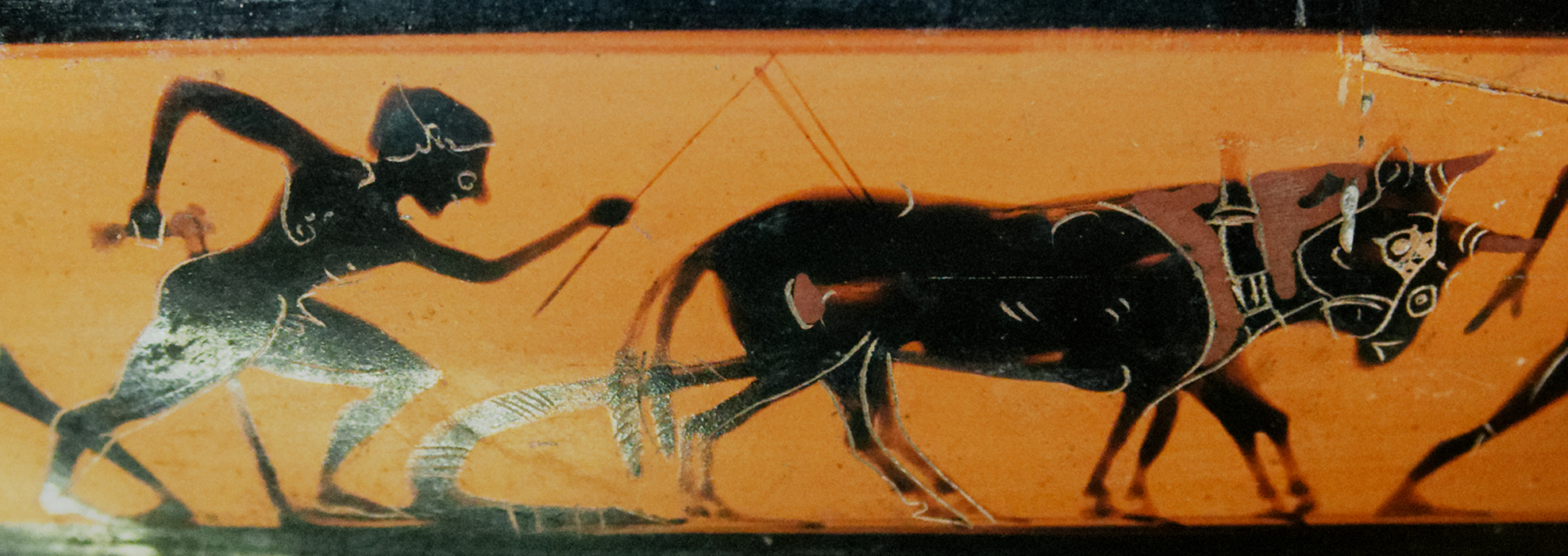
Laboureur. Coupe à bande attique à figures noires.
vers 530 av. J.-C., musée du Louvre

La civilisation hellénique est l'ancêtre de la société occidentale. Dès 750 av. J.-C., la société hellénique était composée de cités-États ou poleis. Une polis avait typiquement moins de 5 000 hommes qui légiféraient pour l'ensemble de sa population : y compris femmes, enfants, immigrés et esclaves. L'appartenance à la polis était transmise par le sang, de père en fils. En 565 av. J.-C., la société hellénique s'étendait de l'Europe au Moyen-Orient.
Les premières polis étaient des institutions religieuses, dans lesquelles les citoyens sollicitaient l'aide des divinités. Puis graduellement, les citoyens se sont éloignés des dieux dans leurs gouvernements et ont fondé leurs lois non plus sur des règles sacrées, mais sur le produit de l'intelligence de la communauté, selon l'idée que les lois ne proviennent pas des dieux mais des humains.
Cette attitude rationnelle n'a cependant pas fait disparaître la religion, mais l'a placée côte-à-côte avec la connaissance. Au Ve siècle av. J.-C., quand la démocratie a atteint son plus haut niveau à Athènes, la religion est devenue principalement cérémonielle et la vie politique et intellectuelle de la communauté était alors essentiellement dirigée par la réflexion humaine plutôt que par les divinités. La vie politique hellénique était entachée par des luttes entre partis politiques, de la démagogie et des guerres entre cités-États.
Les Hellènes sont à l'origine des notions de société civile et de politique. Pour eux, l'État était une communauté de citoyens libres et égaux qui créaient des règles pour le bien de tous. En vue d'éviter les résolutions arbitraires, la communauté était régulée par le droit et la justice. Ils étaient convaincus que les hommes étaient capables de se gouverner eux-mêmes et la participation aux affaires publiques était un devoir.
La fondation de colonies durant la période de la Grande-Grèce conduit à l'hellénisation des peuples du sud de la péninsule italienne.

### Le Moyen Âge

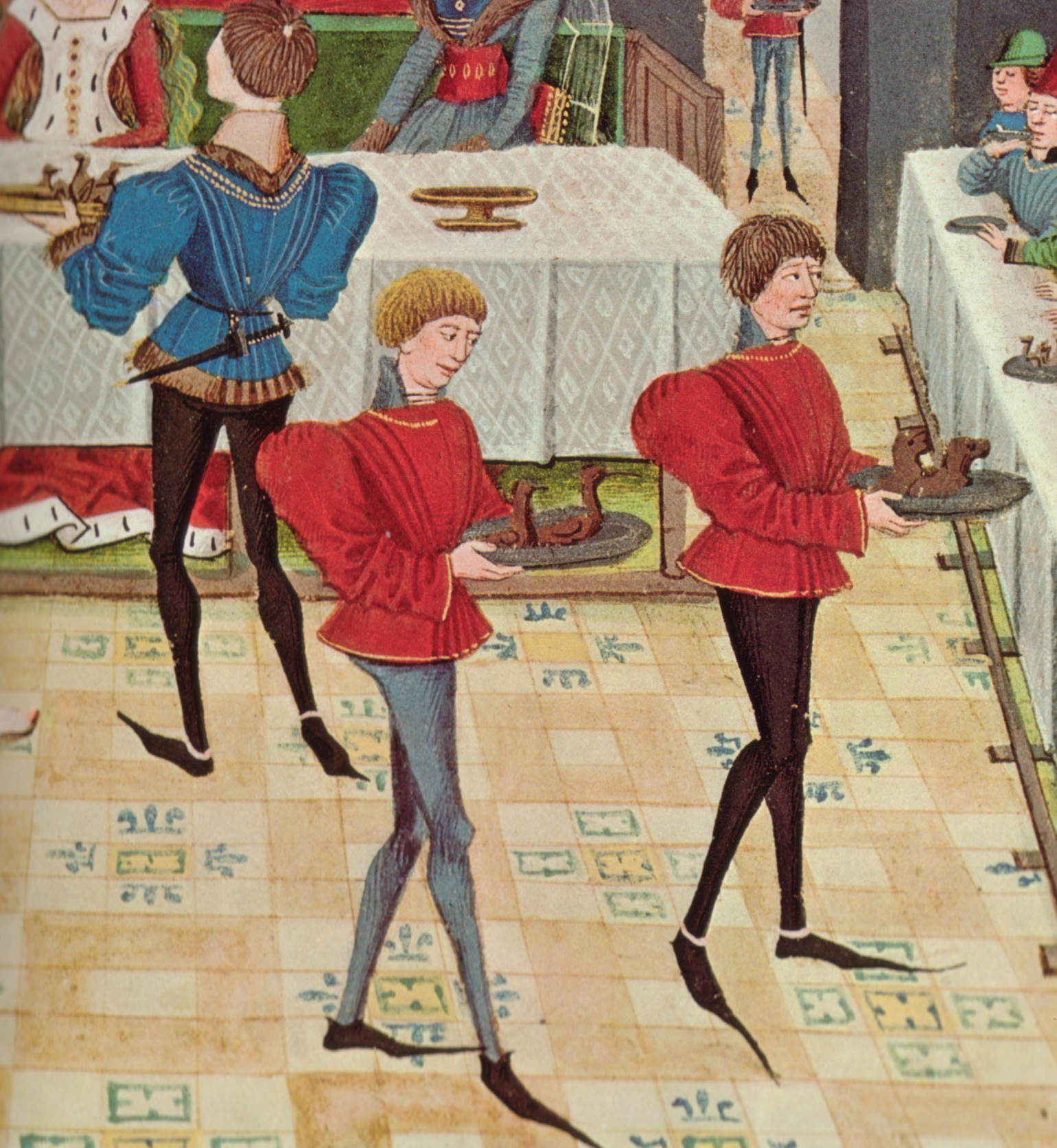
La société du Moyen Âge - peinture.

À la suite de la chute de l'empire romain d'Occident et les invasions barbares, l'économie européenne s'est écroulée, les rois ont perdu beaucoup de pouvoir, et la vie culturelle et l'éducation a été altérée. Durant cette période chaotique, des riches habitants ont pris le pouvoir dans leur région et ce phénomène est à l'origine de la société féodale du Moyen Âge. Plutôt qu'une manœuvre planifiée et organisée, l'instauration de cette société féodale a été une tentative improvisée de répondre aux problèmes posés par l'absence d'autorité centrale. Le féodalisme a apporté ordre, justice et droit durant cette période de transition.
Dès le VIIIe siècle, la renaissance carolingienne est à l'origine d'un renouveau et un tournant culturel de la société occidentale. Durant le Moyen Âge, la spiritualité du peuple a augmenté en même temps que la vitalité économique et la stabilité politique. Le peuple montrait une grande dévotion envers l'Église et celle-ci montrait une grande vitalité à aligner la société avec la morale chrétienne. Des mouvements de réforme ont attaqué l'Église chrétienne pour ses abus et le pape a pris de plus en plus de pouvoir.
Seul interprète des règles divines, et autorité sacrée, le clergé chrétien supervisait et imposait la morale chrétienne à tous les croyants. L'Église accompagnait le croyant de la naissance jusqu'à la mort. Les enfants étaient intégrés à la communauté chrétienne dès le plus jeune âge par le baptême et le mariage était une union sacrée. Les personnes qui s'opposaient au clergé étaient excommuniés : expulsés définitivement de la communauté chrétienne ou condamnés à mort par l'inquisition - le tribunal religieux catholique.
La société féodale du Moyen Âge était un monde d'hommes. Les femmes étaient réputées physiquement, moralement et intellectuellement inférieures à l'homme et étaient soumises à leur autorité. Le père arrangeait le mariage de ses filles ; il frappait parfois sa femme lorsqu'il était mécontent d'elle et la loi française du XIIIe siècle autorisait explicitement cette pratique. L'Église prêchait que les hommes comme les femmes étaient précieux pour Dieu mais voyait la femme comme une diablesse : à l'image d’Ève, la tentatrice qui a utilisé la sexualité pour attirer l'homme vers le pêché.

### XVeauXVIIIesiècle
Entre le XVe et le XVIIIe siècle, la renaissance, la réforme protestante, le mouvement des lumières, puis les révolutions ont profondément changé la société occidentale. Les langues, la culture, la religion, le système politique et économique de l'Occident a été exporté sur tous les continents par la colonisation.
Lors de la Renaissance, au XVe siècle, est apparue la sécularisation. Désireux de profiter des plaisirs que leur avait procuré l'argent, les riches propriétaires et les banquiers se sont éloignés de leurs préoccupations héritées du Moyen Âge. La religion a alors été mise en concurrence avec les sujets mondains et les membres des hautes classes sociales ne la laissait plus interférer avec leur quête d'une vie meilleure. Les plaisirs offerts par la vie sur terre apparaissant plus intéressantes que la promesse de vivre au paradis.
Les caractéristiques de la Renaissance sont la tendance à l'individualisme et l'humanisme. Sur la base de lectures datant de l'Antiquité, le mouvement humaniste a remis en valeur certains traits des sociétés helléniques et romaines. Contrairement à la société médiévale, dans la pensée humaniste ces traits n'ont pas été alignés aux doctrines chrétiennes mais réutilisés tel quel.
Les poètes, les savants, les artistes et les membres des gouvernements sont retournés à des valeurs classiques provenait des sociétés antiques de Grèce et d'Italie, en particulier en ce qui concerne l'art, l'architecture, la littérature et la philosophie. Ce retour aux sources s'accompagnait d'un rejet du Moyen Âge, considéré comme une période sombre, barbare et violente.
La Renaissance a apporté l'idée de la modernité, et celle que chaque individu a un rôle à jouer dans l'histoire, la nature, la société, la guerre et la diplomatie. L'idée centrale est que le destin n'est pas imposé par Dieu, mais que chacun est libre de se faire son propre destin, et chaque individu est à la fois le produit et coauteur de l'histoire.
Entre les XIVe et XVIIIe siècles, des pays comme l'Angleterre, l'Espagne, le Portugal, la France et les Pays-Bas ont colonisé diverses régions du monde et formé de vastes empires. Sur les territoires colonisés, les colons ont recherché à dominer les populations autochtones, obtenir le contrôle politique, économique et culturel. Les colons ont alors interdit les religions autochtones, ainsi que les usages et les langues, et ont imposé les valeurs, les mœurs et la religion occidentale. L'apparition dans ces régions d'une culture propre, à forte teneur occidentale, est à l'origine de leur indépendance et la séparation de la région de son empire colonial.
L'Amérique du Sud a été colonisée par les Espagnols et les Portugais au XVe siècle. L'Amérique du Nord a été colonisée par les Britanniques et les Français au XVIIe siècle.
À la fin du XIXe siècle, tout le continent africain est colonisé et le continent américain est composé d'anciennes colonies devenues indépendantes. L'Australie, colonisée par les Britanniques, est devenue indépendante en 1901.
Le Cambodge, le Laos et le Viêt Nam ont été colonisés entre 1856 et 1896. Puis après la chute de l'empire ottoman, en 1922, les vainqueurs se sont partagé le contrôle des anciennes colonies ottomanes : la France a pris contrôle du Liban et de la Syrie, tandis que l'Angleterre a obtenu le contrôle de la Palestine et l'Iraq.

### XVIIIesiècle- siècle des lumières

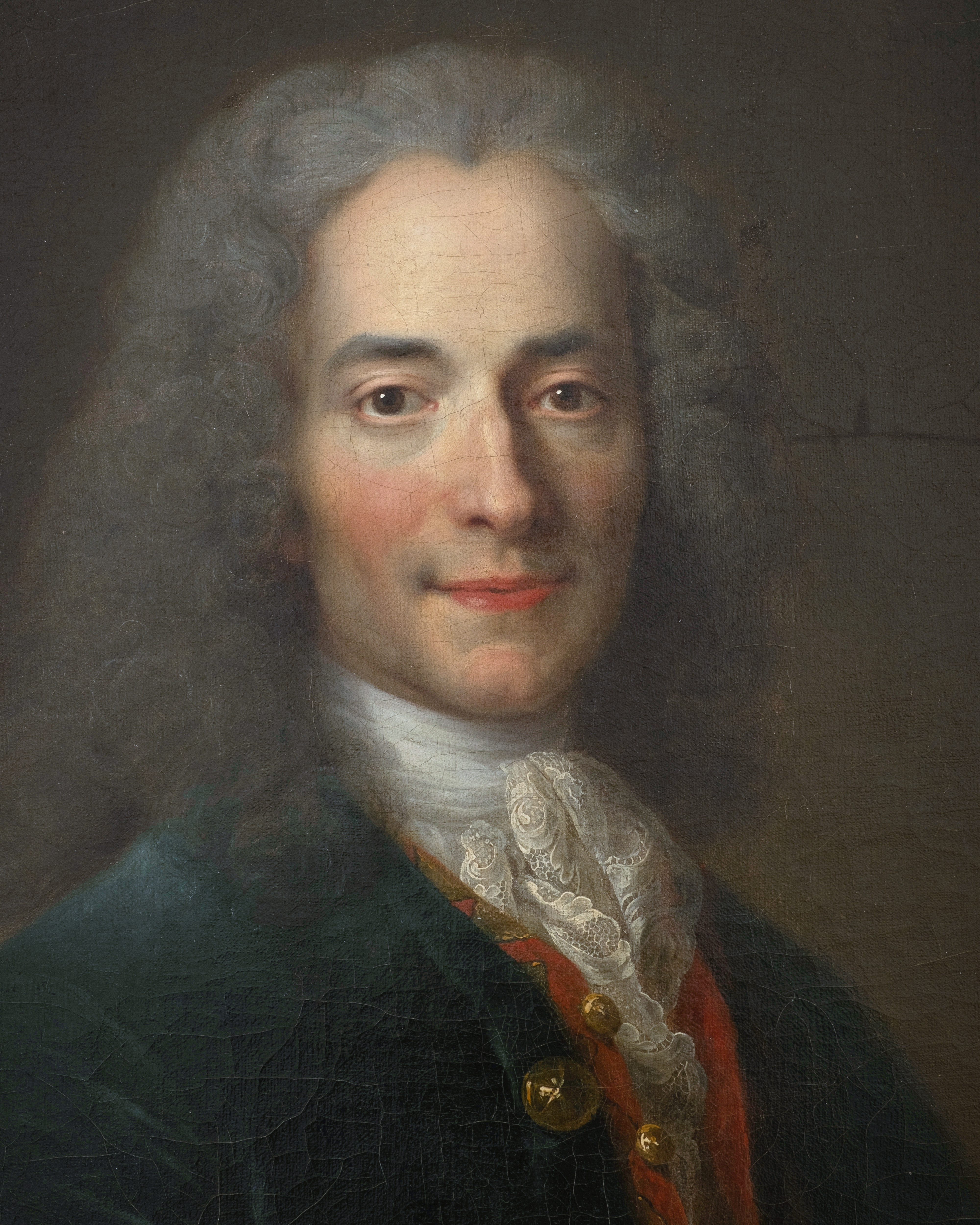
Influence des auteurs : Voltaire.

Durant le siècle des Lumières (XVIIIe siècle), des auteurs, par l'intermédiaire de leurs ouvrages, ont contribué à discréditer la société théocratique héritée du Moyen Âge, et en particulier l'existence de l'inquisition. Ils ont promu les idées d'une société plus moderne, une société démocratique, libérale, séculaire, rationnelle, équitable et humaniste. Les valeurs fondamentales de cette nouvelle société sont la liberté, l'égalité, la justice, le bonheur et le progrès.
Les idées humanistes, démocratiques et séculaires du mouvement des lumières représentait une véritable révolution pour la société fortement chrétienne et féodale du XVIIIe siècle, une société dominée par la religion, la superstition et l'Église. L'approche des lumières consistait à démolir la vision calviniste par laquelle le monde est « comme un monastère géant dans lequel les humains sont emprisonnés - par le calvinisme - et condamnés à rester à vie des moines menant une vie d'ascétisme et de prières ». La liberté individuelle, la dignité et le choix privé sont les idéaux de la pensée des lumières, y compris la liberté de pensée, de croyance et d'expression.
La Réforme protestante, initiée au XVIe siècle, a été un frein au mouvement des lumières. Les mouvements calvinistes, puritains et baptistes présentaient des idées à forte connotation religieuses, et peu humanistes, opposées aux idées du mouvement des lumières. La révolution américaine et la révolution française sont des descendants du mouvement des lumières. Ces révolutions ont répandu les valeurs de libéralisme et de démocratie à travers tout l'Occident et créé le terrain pour la Révolution industrielle qui a répandu l'idée du progrès et de la modernisation,.
De nombreux sociologues américains considèrent les valeurs des lumières comme étant américaines, alors qu'elles sont communes à l'ensemble de l'Occident. Ceci notamment en raison de l'impact majeur de Thomas Jefferson dans le mouvement des lumières et la constitution des États-Unis.

### LeXXesiècle

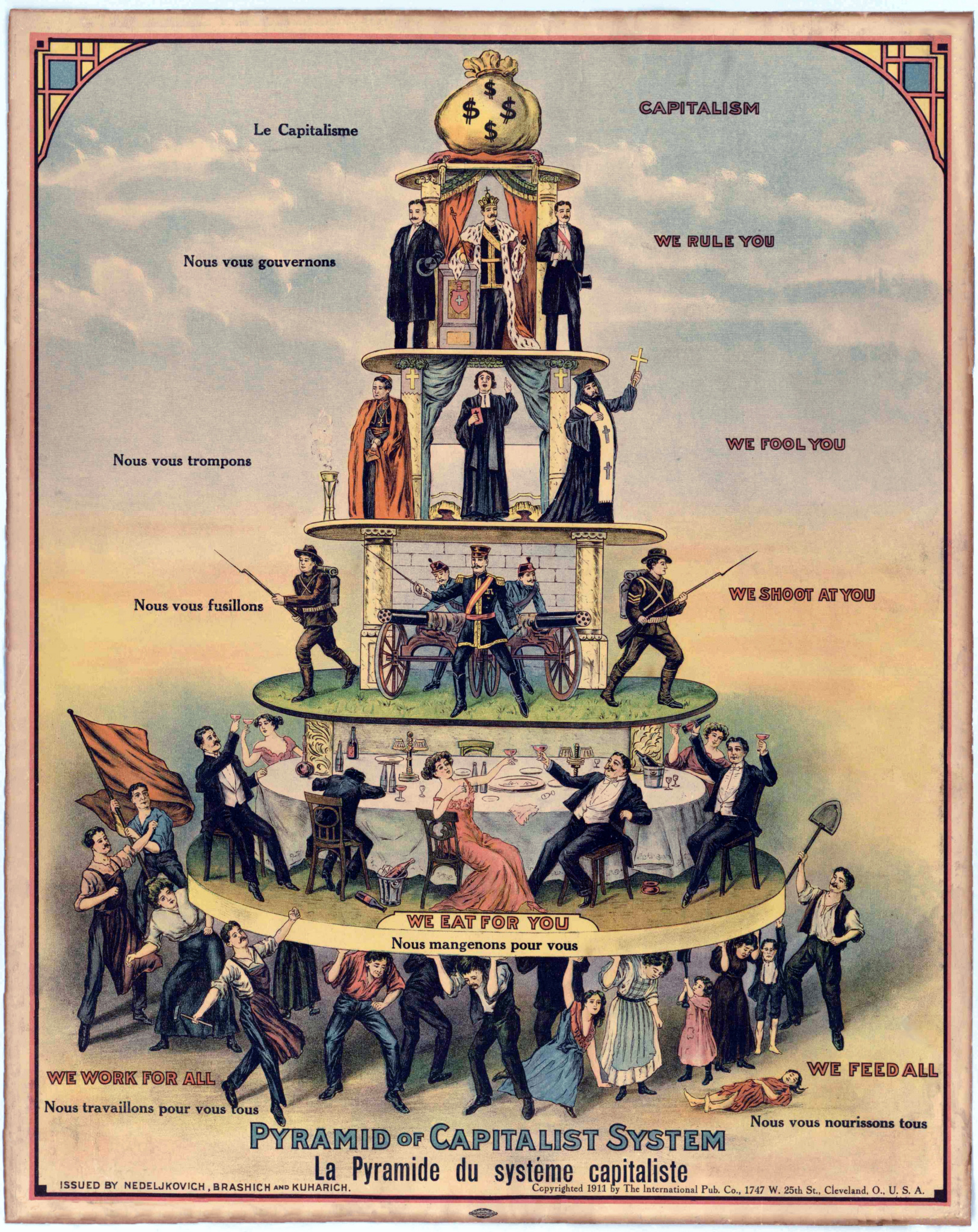
En 1911 le syndicat Industrial Unionism fait une critique marxiste en présentant le capitalisme sous la forme d'une structure hiérarchisée, pyramidale et de classe. Le haut de la pyramide serait fait de dirigeants, supportés par des charlatans, supportés par des forces armées, supportés par des industriels, supportés par des travailleurs qui nourrissent tout le monde, eux-mêmes n'étant supportés par personne d'autre que le sol.

Au début du XXe siècle, la société occidentale baigne dans la paix et l'harmonie, et la perspective de la paix universelle était un sujet courant. La société a cependant connu un tournant et le début d'une longue période de déroute en 1914, avec le début de la Première Guerre mondiale.
L'attitude des membres de la société a changé, le sentiment de supériorité culturelle et politique dominant avant 1914 a laissé place à un sentiment d'égalité voire d'infériorité dans certains domaines - notamment la philosophie et les arts. Le vaste empire formé par la colonisation a fortement décliné du fait de l'invasion culturelle et l'immigration. Ce mouvement s'est accompagné d'un déclin spirituel de la société occidentale et d'une diminution du nombre d'enfants par famille.
Après la Seconde Guerre mondiale, c'est-à-dire dès 1945, la société occidentale a connu une période de changements rapides. Les ordinateurs, la télévision, l'aviation, la pilule contraceptive, et les avancées de la médecine ont influencé le rythme et les caractéristiques de la vie quotidienne. Cette période de changement poussée par des avancées scientifiques et économiques sont perçus comme une nouvelle société. Dans cette société les Noirs ont obtenu le droit de vote, les femmes ont obtenu les mêmes droits que les hommes et nombreuses nouveautés sont apparues.
La société occidentale a connu un vent de protestations et de mouvements populaires dans les années 1960, en rapport avec les mœurs sexuelles, l'enseignement et l'égalité homme-femme. Bien que les protestations n'aient pas abouti, les idées véhiculées par les manifestants ont contribué à transformer la société occidentale et introduit une cassure dans le code moral et les usages rigides hérités du XIXe siècle.
À la suite de la chute de l'URSS, grand ennemi de l'Occident durant la guerre froide (1947 à 1991), la société occidentale s'est retrouvée en position dominante, notamment par le poids des États-Unis. La technologie et le confort de l'Occident est devenu un standard voire un but à atteindre dans de nombreux pays du monde, les valeurs et le style de vie occidental s'est répandu dans le monde par la télévision, Internet et d'autres moyens de communication.

## Contacts avec d'autres sociétés
Durant la colonisation, jusqu'au début du XXe siècle, divers traits de la société occidentale étaient présentés comme étant des forces, des avantages, qui justifiaient alors les actions des colons visant à introduire la culture occidentale dans les régions colonisées. Puis dans les années 1960 ont immigré en Europe des personnes provenant des sociétés islamiques. Ces sociétés sont en de nombreux points différentes de la société occidentale, les habitudes alimentaires et l'habillement des Occidentales est contraire aux usages des sociétés islamiques. Ces différences sont à l'origine de tensions, de peur, d'incompréhension et de repli culturel des immigrés résidant en Occident.

### Colonisation

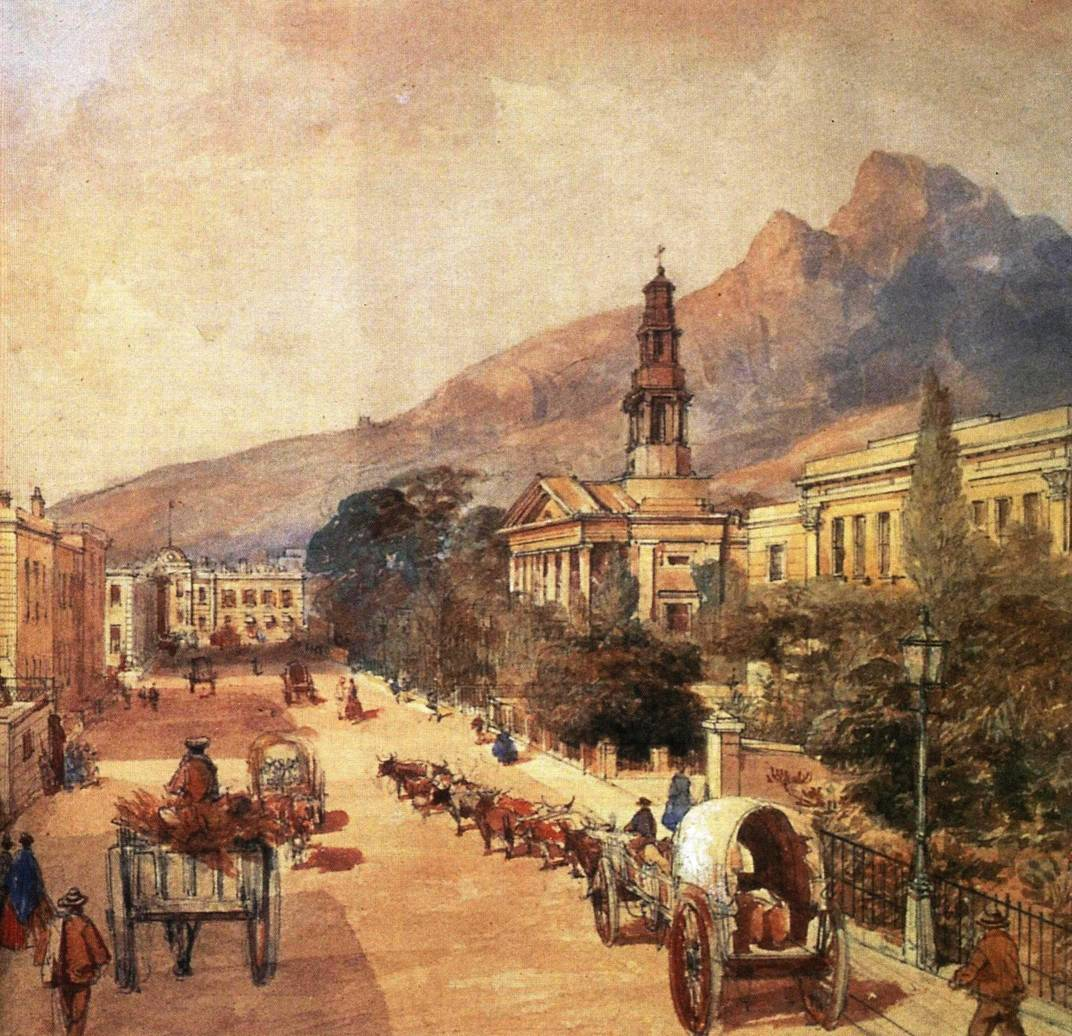
Colonisation en Afrique du Sud.

Dans les régions colonisées, le progrès, la moralité, la rationalité, la religion et la science étaient mises en avant comme étant supérieures dans la société occidentale, ce qui permettaient de placer l'Occident (l'Europe) au-dessus de l'Orient (le reste du monde).
La société occidentale a été présentée comme étant en avance et en constante amélioration, poussée par le capitalisme et la révolution industrielle. Considérant alors qu'il était de la responsabilité des colons de s'occuper des sociétés immatures parce qu'elles étaient incapables de se gouverner elles-mêmes.
Dans le discours des colons, l'Orient était immoral, et il était du devoir des colons d'améliorer leur moralité. Le discours autour de la morale concernant en particulier les pratiques religieuses, l'ordre et l'hygiène. Le discours concernait également la sexualité, l'Orient était présenté comme un lieu de sexualité effrénée. Les Orientales étaient présentées comme immédiatement disponibles et la sexualité des hommes comme quasi animale, ou au contraire impuissants, en tout cas très loin de la force de la culture occidentale. Le discours reliait également l'absence de morale avec la paresse, les Orientaux étaient considérés comme étant moins travailleurs que les Occidentaux, et lors des voyages les colons gardaient toujours un œil sur le farniente de la population locale. Ceci provient de l'éthique protestante, qui donne de la valeur au travail dur, et considère le farniente comme immoral.
Dans le discours des colons, les orientaux étaient présentés comme irrationnels, refusant la science occidentale pour se tourner vers les croyances animistes et la magie. Ce discours était particulièrement fort au XVIIIe siècle, quand la science et la raison ont commencé à dominer la société occidentale, et permis de distinguer l'Occident des sociétés orientales considérées comme rétrogrades. Les colons ne considéraient pas l'hindouisme et l'islam comme étant des religions, les voyaient comme des croyances et des mythes locaux. Ils pensaient alors que les Orientaux n'avaient pas de religion et devaient être instruits au christianisme.
La science était utilisée comme preuve de la supériorité de la société occidentale. La science ayant permis de prendre le contrôle de la nature (les mines), du temps et de l'espace (les avions et les bateaux), et du corps humain (la médecine). Les sociétés africaines, qui n'avaient pas construit de grandes villes ni de plantations, étaient présentées comme incapables d'exploiter les ressources naturelles, ils étaient alors considérés comme faisant partie de la nature sauvage alors que la société occidentale était au-dessus. En outre la facilité avec laquelle les maladies importées par les colons avaient tué la population locale était présentée comme une preuve que la société occidentale avait un meilleur contrôle sur le corps humain.
Les discours scientifiques et religieux des colons étaient souvent contradictoires. D'un côté le discours religieux considérait les orientaux comme non religieux et le christianisme comme étant la seule vraie religion, d'un autre côté le discours scientifique critiquait les orientaux pour leur confiance totale envers les religions et les croyances plutôt que la science. L'organisation générale du discours était toutefois uniformément orientée autour d'une représentation bipolaire du monde, dans laquelle il y a deux régions géographiques : l'Orient et l'Occident.

### Immigration et tensions inter-culturelles

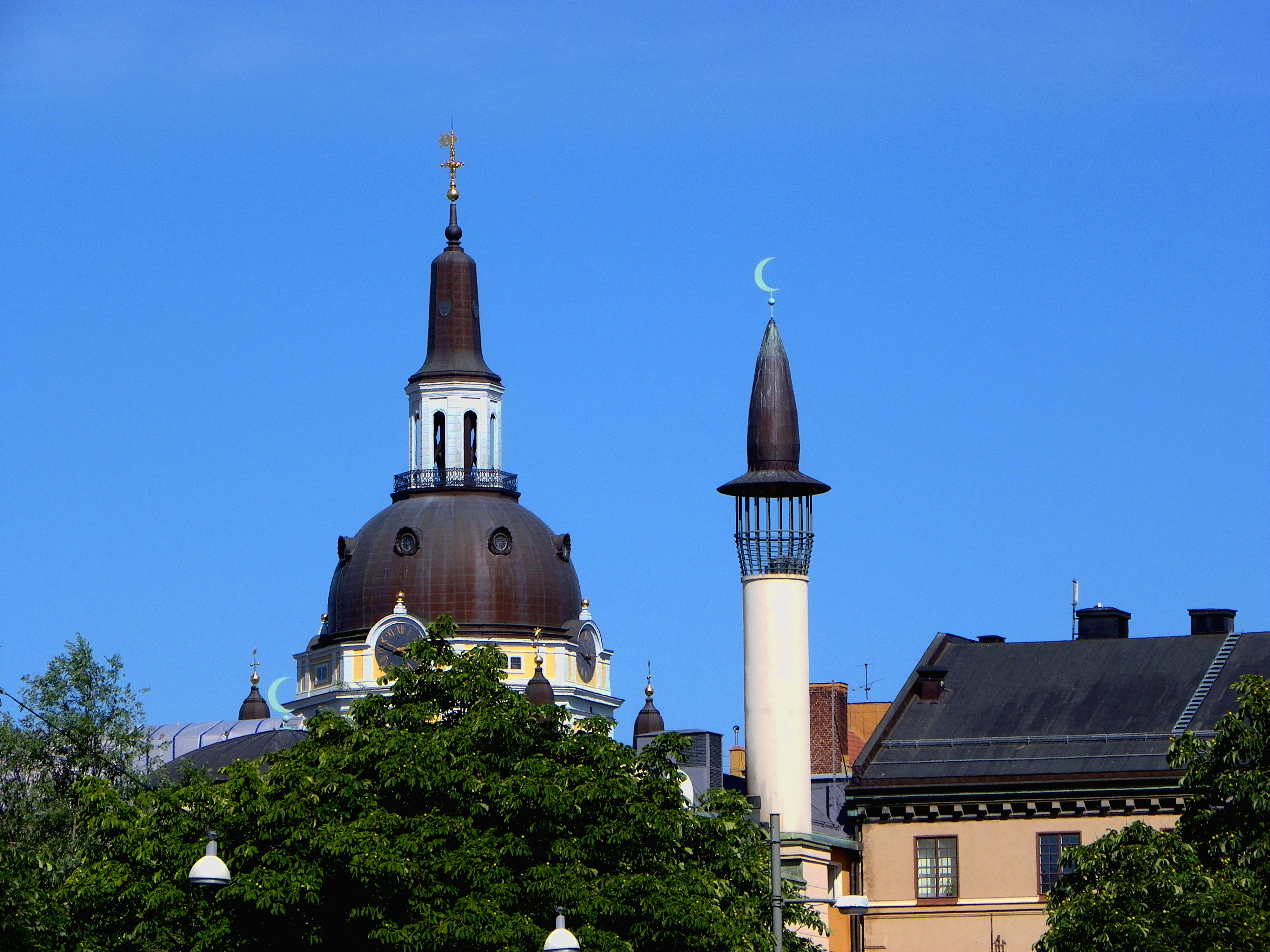
Cohabitation entre une église et une mosquée à Stockholm (Suède).

Dans les années 1950 à 1960, le boom économique en Europe a provoqué une forte demande pour de la main-d'œuvre bon marché, ceci a provoqué un afflux d'immigrés notamment provenant des sociétés islamiques de Turquie, du Pakistan, et d'Afrique du Nord. Certains de ces immigrés, maintenant installés en France, en Allemagne, en Grande-Bretagne, en Belgique, aux Pays-Bas, en Espagne et au Danemark restent profondément aliénés et en conflit avec la société occidentale. Cette société libérale démocratique, qui a admis la liberté de religion, l'égalité homme-femme, la séparation de l'Église et de l'État et la liberté d'expression est en conflit avec certains aspects de la société islamique.
Les divergences entre les valeurs de la société occidentale et les valeurs de la société islamique sont à l'origine de peurs de décadence et de corruption morale. Du point de vue des Pakistanais résidant en Grande-Bretagne, la société occidentale est celle où on consomme du porc et de l'alcool, où les femmes ne respectent pas le purdah – le code de conduite des Pakistanaises – et où l'activité sexuelle semble hors de contrôle. Les Pakistanais voient très peu de bien dans la société occidentale, où « les femmes sont telles des jouets pour hommes, elles sont partout, dans la rue, les magasins, et la télévision. Elles sont faciles et disponibles à n'importe qui ». Dans certaines sociétés islamiques, la femme qui s'habille selon la mode occidentale, parfois qualifiée d' « exhibitionniste », est considérée comme une prostituée, ce qui nuit à sa réputation et la met en danger.
Des groupes d'immigrés ont alors demandé à être gouvernés par les lois islamiques plutôt que par les lois locales de leur pays de résidence. Des analyses ont également révélé que des immigrés perpétuaient des pratiques sociales contraires, voire interdites par la société occidentale : ordonnaient aux femmes et aux filles de cacher leur corps et leur visage, pratiquaient la polygamie, le mariage forcé et la violence conjugale.